# Juan de Garay el Mozo
Juan de Garay «el Mozo» (Virreinato del Perú, ca. 1555-Buenos Aires, 30 de enero de 1610) era el único hijo natural documentado y mestizo de Juan de Garay, fundador de la ciudad de Buenos Aires, y de su manceba aborigen cuyo padre era el cacique cautivo de la etnia chiriguano o avá guaraní. Como vecino fundador de dicha urbe se le entregó tierras y fue elegido alcalde ordinario de primer voto de su cabildo en el año 1604. 

## Biografía

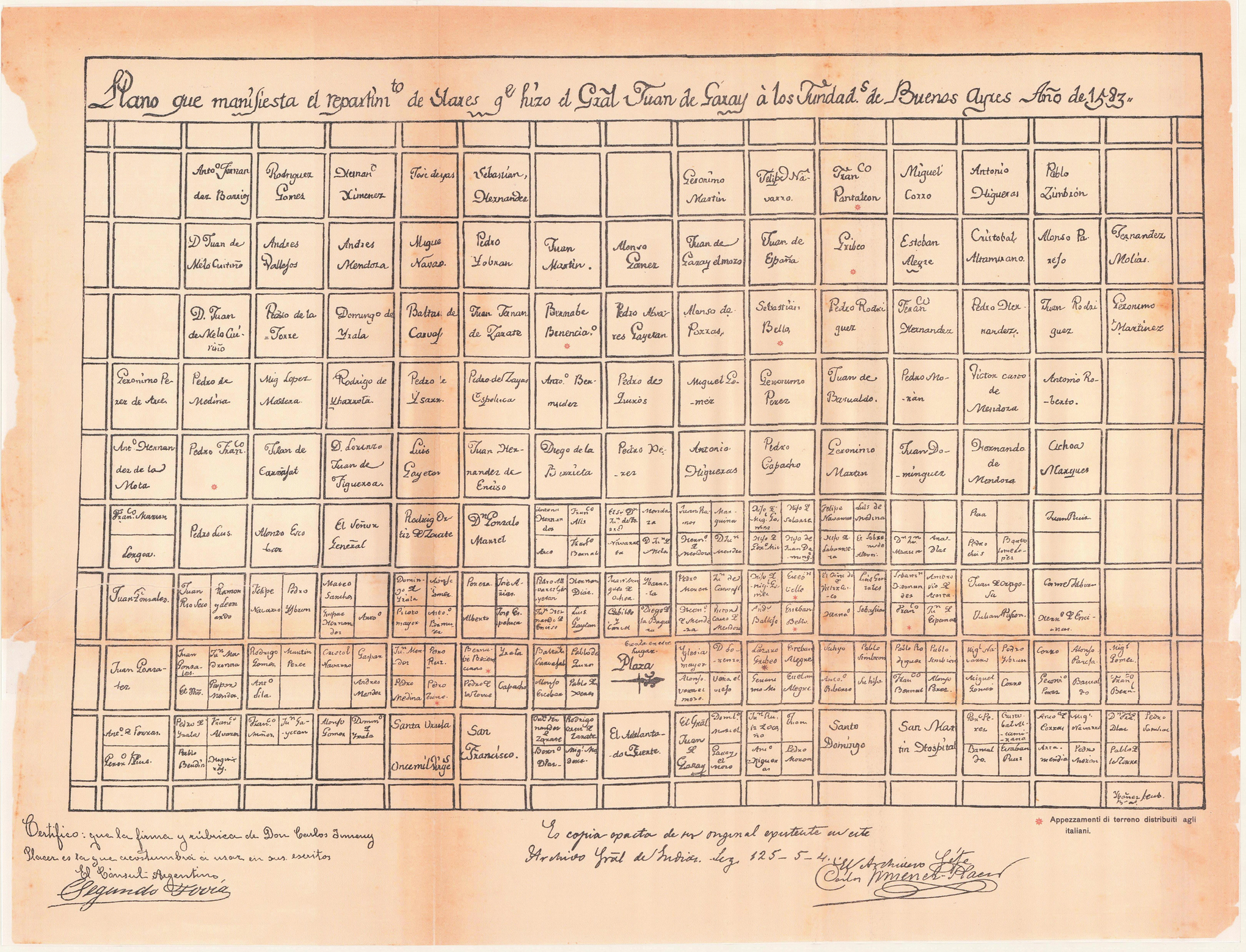
Repartimiento de parcelas de Buenos Aires, realizada por el gobernador Garay (según Leyes de Indias de 1580). Abajo, cerca de la Plaza Mayor y lindante al solar de su padre, se puede ver la manzana que recibió Juan de Garay "el mozo"

Su padre, el fundador Juan de Garay se casó hacia 1558, en la ciudad de Asunción con Isabel de Becerra y Mendoza (Cáceres de Extremadura, ca. 1535 - Santa Fe la Vieja, ca. 1608). Antes del matrimonio, Juan de Garay le había confesado a su futura esposa de la existencia de su homónimo hijo natural de unos tres años de edad, quien por respuesta obtuviera que ella misma "desearía criarlo a la usanza castellana"
El mozo Garay estuvo con su padre en la fundación de Buenos Aires y en el primer repartimiento de tierras, además de ser nombrado alcalde ordinario de primer voto de Buenos Aires en 1604, alcalde de la Santa Hermandad en 1605, y Regidor del Cabildo de Buenos Aires en los años 1597, 1601, 1604, 1607 y 1609.
Vivió frente al templo de Santo Domingo y recibió mercedes y encomiendas. Fue dueño de un solar en la esquina de las actuales calles Bartolomé Mitre y 25 de Mayo, y una manzana ubicada entre las actuales calles Rivadavia, Cerrito, Mitre y Pellegrini. En el pago de Luján recibió la suerte de chacras número 11, de tres mil varas de frente.
En enero de 1580, aún viviendo en Asunción con su familia, su padre comenzó los preparativos de la fundación de Buenos Aires. Se pretendía poblar la nueva ciudad con gente de Asunción, para lo cual se promulgó un bando ofreciendo tierras y otras mercedes. Se apuntaron 200 familias guaraníes y 76 de colonos. Se llevó todo lo necesario por el río en la carabela Cristóbal Colón y dos bergantines entre otras naves menores, expedición que salió el 9 de marzo del mismo año. Además de los colonos iban 39 soldados. Una parte del convoy fue por tierra y partió un mes antes.

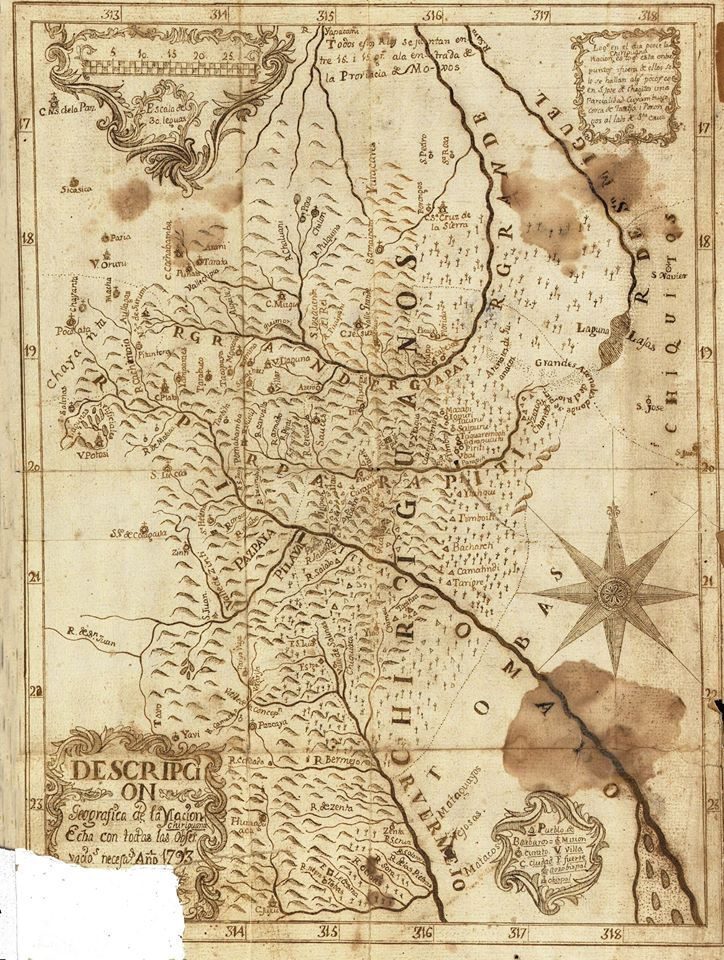
Descripción geográfica de la nación chiriguana, 1793.

Juan de Garay "el mozo" tenía unos veinticinco años cuando, el domingo 29 de mayo de 1580, llegó junto a su padre a la boca del Riachuelo. Desembarcaron justo en el lugar donde años antes lo había hecho el adelantado Pedro de Mendoza e instalaron un campamento; la columna que viajaba por tierra llegó un mes después. Para el miércoles 11 de junio ya se había levantado un pequeño asentamiento, algo más hacia al norte de la fundación anterior, que dio base a la nueva ciudad de Buenos Aires. Ese día se celebraron las ceremonias fundacionales.
El miércoles 28 de marzo de 1582, Juan de Garay "el mozo" recibió una encomienda de indios de parte de su padre, en el repartimiento frente al Escribano Pedro Fernández: “…Otrosí dijo, que ponía en cabeza de Juan de Garay, hijo natural del dicho señor General al cacique Quengipen, que por otro nombre se llama Tubichamini, de nación Meguay, con todos los indios sugetos al dicho cacique” (Este era un cacique no querandí, quizás inca, quien vivía con su parcialidad en “una tierra rasa y desabrigada de malos pastos, falta de leña y de pocos ríos”).
En marzo de 1583 "el mozo" se anotició del fallecimiento de su padre, el cual había acompañado a Sotomayor San Juan en el trayecto de Buenos Aires a Santa Fe. El convoy de botes estaba compuesto por 40 hombres, un franciscano y algunas mujeres. El 20 de marzo se desorientaron (entre las numerosas islas y lagunas del río Paraná) y entraron en una laguna desconocida, por lo cual Garay, algunos de sus hombres, el fraile franciscano y dos mujeres decidieron pasar la noche en tierra, a fin de no dormir incómodamente a bordo de la pequeña embarcación. Su campamento fue atacado por los indios del lugar, que mataron a Garay, al franciscano, a una de las mujeres y a 12 de sus 40 soldados.
En el cabildo de Buenos Aires del 9 de abril de 1590 el procurador general Francisco de Godoy pidió que se remate el cargo de guardador de las vacas, ya que si estas entraban a las chacras podrían causar problemas. Luego de tres días sin que ningún vecino se presentase, se decidió ofrecerle a Juan de Garay “el mozo” la guarda de las vacas, quien recibiría noventa fanegas de trigo a cambio del trabajo realizado. Garay debía recoger las vacas todos los sábados del año, y si algún día no las recogiese, debía pagar cuatro pesos de multa. Juan de Garay cumplió por varios meses con su trabajo, aunque en algunas oportunidades se le hizo dificultoso el trabajo de arrear el ganado, pues recibió quejas, como la registrada en el cabildo del 23 de julio de 1590: “…se quexan que no se ençierra todo el ganado en el corral, y falta mucho dello, y se podra hazer çimarron… suplico manden a Juan de Garay, guarda del dicho ganado, recoja todo el ganado… al corral del común…”. Poco tiempo después, el 13 de agosto, “el mozo” se presentó ante los cabildantes y dijo que por cuanto ya no poseía el aparejo para poder guardar el ganado, renunciaba al cargo. El mismo día fue reemplazado por Juan de Castro.
En octubre de 1602 se realizó el “Censo de hombres armados, a caballo y a pie”, siendo Teniente de Gobernador el capitán Francisco de Salas. Todos los hombres debieron presentarse en la plaza el martes 8 de octubre a las 8 de la mañana “a caballo, puestos a punto de guerra”. En este censo se registraron 43 hombres y 12 infantes, los cuales integraban la defensa del miserable poblado que era Buenos Aires en ese entonces contra el ataque de los querandíes, cuando la población total de españoles no superaba los 500 habitantes. Juan de Garay “el mozo” quedó registrado como uno de los vecinos armados y quien tenía un caballo, también armado.
En el año 1604 fue elegido alcalde ordinario de primer voto en Buenos Aires.
En 1605 fue alcalde de la Santa Hermandad. Por estos años fue cabildante junto con Pedro Martínez de Zabala, Antonio Bermúdez, Hernando de Vargas, Cristóbal de Arostegui, Miguel Gómez de la Puerta Sarabia, Juan Nieto de Humanes de Molina, García Hernández Coronel, Juan Domínguez Palermo y Francisco Pérez de Burgos, entre otros.
El primero de enero de 1607, Garay “el mozo” fue elegido regidor de cuarto voto.
Siendo regidor en la reunión del cabildo del 27 de agosto de 1607, el mozo Juan de Garay pidió que se establezca una solución para aquellos productos que se vendían a un precio excesivamente alto: “…abia benido el Alguaçil Mayor… que avia traydo cantidad de coro, pasa, hygo, y que todo lo vendia a preçios esesibos, y sin postura, y que por ser çossas neçesarias en la dicha republica, y que siempre se a vendido, con ella se debe poner remedio…”
El mismo día se hizo el nombramiento de Fiel Ejecutor a Felipe Navarro, pero al hallarse este ausente y al haber necesidad del cargo, los cabildantes decidieron otorgar el cargo al mozo Juan de Garay, “…para que desde luego lo use como los demás lo an usado…”
En octubre de 1607, el mozo Garay aportó algunos pesos en la colecta realizada por el cabildo para retener en la ciudad al barbero Jerónimo Miranda, quien había resuelto irse porque no recibía el salario necesario para mantenerse.
En la reunión del 22 de octubre del mismo año, siendo Garay regidor, se debatió acerca de la compostura de las calles de la ciudad de Buenos Aires, ya que estaban llenas de pozos. En el mismo momento, se habló también sobre el trabajo del barbero Miranda, quien debía obligarse a “…acudira a todo lo que deve hazer conforme a su ofiçio de tal barbero, anssi a las personas como toda su cassa y familia, que se entiende sangrar, echar bentosas y sacar muelas.” Ese día se trató el tema de la regulación de la venta de pipas y de barriles de vino que entraban en la ciudad.
El 29 de octubre del mismo año, Garay y los demás cabildantes acordaron que se tome un pedazo de tierra para establecer allí un corral de vacas en común para los habitantes de la ciudad. Dichas parcelas de tierra se señalaron en la cuadra de Pedro de Jerez que lindaba con Diego Felipe de Morales.
El 17 de noviembre de 1609 don Juan “el mozo” fue elegido nuevamente como fiel ejecutor y recibió la vara de dicho oficio.
Juan de Garay "el mozo" murió el 30 de enero de 1610, a los 55 años aproximadamente, en su chacra en el pago del "Gran Paraná" (hoy estación Victoria del Ferrocarril Mitre), de 400 varas de frente y una legua de fondo, la última de las "suertes" distribuidas por su padre en el "Monte Grande".

## Matrimonio y descendencia
En el año 1606 se unió tardíamente en matrimonio con la joven Juana de Espíndola y Palomino (n. Asunción, ca. 1570), quienes dejaron amplia descendencia en Buenos Aires. Ellos tuvieron tres hijos:
- María de Garay (n. 1598-f. 1652),[10][11] también encomendera.[12] Contrajo primeras nupcias el 19 de julio de 1610[10] con Bartolomé de Pintos[10] con quien concibió a Miguel de Pintos y Garay (n. 1611).[10] Una vez viuda, nuevamente se enlazó con Juan de Esquivel y Cabrera[10][12] —cuyos padres eran Gabriel de Esquivel y Cabrera y su esposa, Juana Díaz del Valle[10]— y fruto de este último enlace hubo estos hijos:

- María de Esquivel Cabrera, casada en 1664 con el capitán Pedro González. Padres de

- María González de Esquivel y Garay.
- Pablo González de Esquivel y Garay.

- Isabel de Garay Esquivel.
- Juana de Cabrera.
- Gabriel de Esquivel Garay.
- Juan de Garay Esquivel.
- Luisa de Garay Esquivel, casada en 1660 con Martín de Chavarría. Este matrimonio tuvo una hija:

- Francisca de Garay Chavarría, quien se casó en 1677 con Xristóbal Cordero. Francisca y Xristóbal tuvieron a María y a Francisco Cordero de Garay. Este último se casó en 1698 con Petrona Valeriana de Melo Coutinho y Sáez, bisnieta de Francisco de Melo Coutiño y Holguín. Francisco y Petrona Valeriana tuvieron siete hijos: María (1699), Ana María (1701), Francisca (1703), Josepha (1705), Juan (1709), Pedro (1710) y Polonia (1711). Esta última casada con Andrés Hidalgo (1717), los cuales tuvieron siete hijos: Juan Andrés Hidalgo (1731), los mellizos Joseph Antonio Hidalgo y Pedro Juan Hidalgo (1734), Bentura Hidalgo (1740), Gaspar Hidalgo (1748), Juana Isidora Hidalgo (1750) y Joseph Tadeo Hidalgo (1751).

- Ana de Garay (n. 1606)[10][12] que casó en 1641 con Juan González de Reluz y Huerta,[10] a quien le dio estos hijos: Ana, Isabel, Juana y María de Reluz y Garay.[10]
- Manuel de Garay (n. 1610),[10][12] maestre de campo, y quien no tuvo sucesores.